# Marija Vasziljevna Abakumova
Marija Vasziljevna Abakumova (oroszul: Мария Васильевна Абакумова) (Sztavropol, 1986. január 15. –) orosz atléta, gerelyhajító.
2005-ben junior Európa-bajnokságot nyert.
A 2011-es vb-n szerzett aranyérmétől és a 2009-es vb bronzérmétől 2018-ban, doppingmintáinak újraelemzése után megfosztották. Ugyancsak elvették a 2008-as olimpiai ezüstérmét és minden 2008 és 2012 között elért eredményét.
A 2013-as világbajnokságon bronzérmet szerzett.

## Egyéni legjobbjai
Szabadtér
- Gerelyhajítás – 70,78 méter (orosz rekord)

Fedett pálya
- Gerelyhajítás – 62,10 méter